# Kerk van Siddeburen
De hervormde kerk van Siddeburen is een zeer gave, deels romaanse, deels romanogotische middeleeuwse kerk in het Groninger dorp Siddeburen in de gemeente Midden-Groningen.

## Constructie

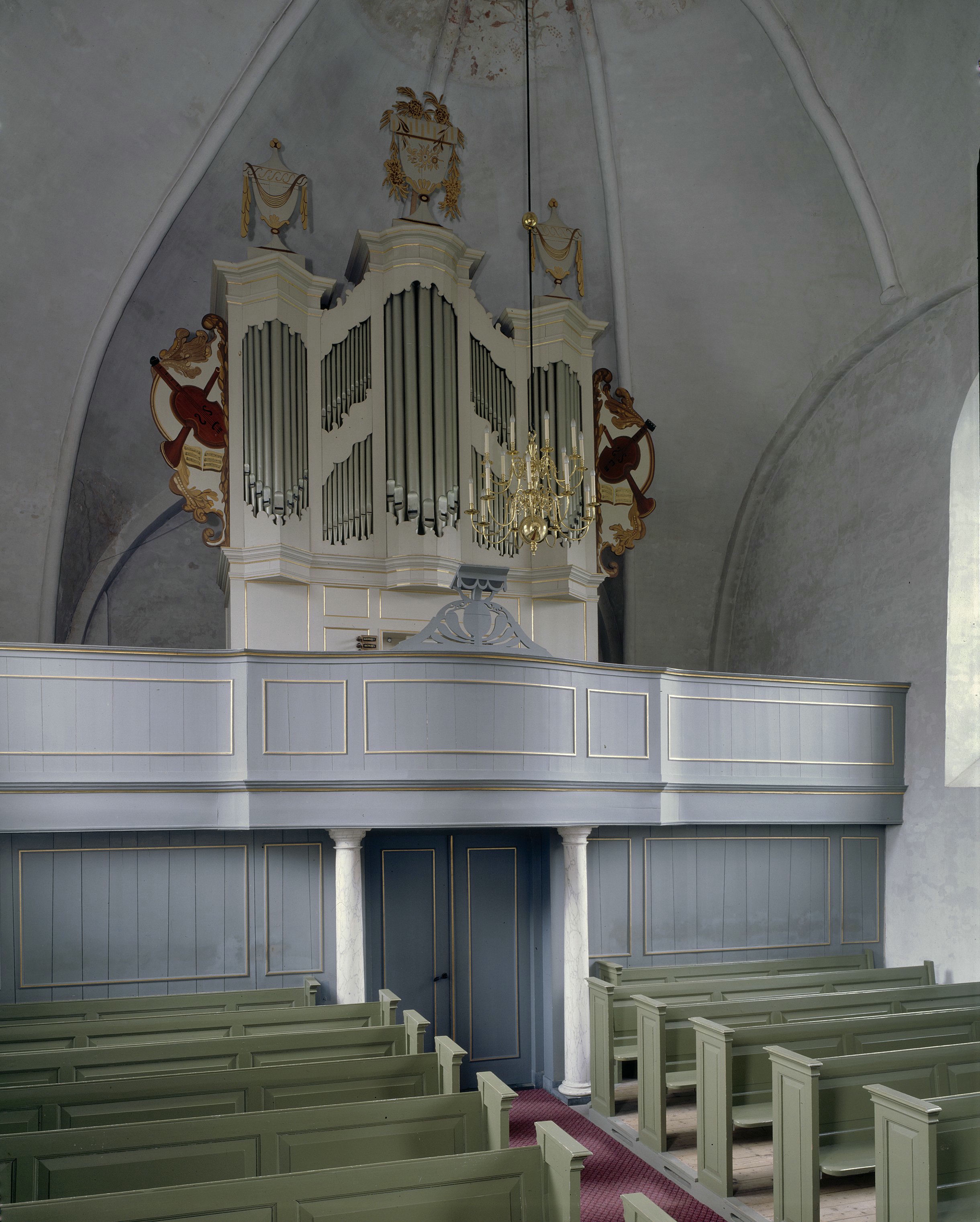
Interieur met het Lohmanorgel

Het oudste, romaanse, deel is de onderbouw van de kerktoren en de twee meest westelijke traveeën. Dit deel is rond 1200 gebouwd. Enkele tientallen jaren later is het gebouw verlengd in romanogotische stijl, waarbij aan de oostzijde een inspringende halfronde apsis werd gebouwd.
Het fraaie metselwerk is jarenlang onzichtbaar geweest door een pleisterlaag. Halverwege de 20e eeuw is de kerk gerestaureerd, waarbij het metselwerk weer zichtbaar is gemaakt. De westelijke traveeën zijn grotendeels opgetrokken in tufsteen. De grote rondboogvensters in dit deel zijn in de 18e eeuw toegevoegd. De oostelijke traveeën, de apsis en de toren worden gekenmerkt door een horizontale geleding, waarbij het horizontale effect versterkt wordt door een afwisseling van baksteen en tufsteen.
De oostelijke traveeën hebben in het topvlak een breed spaarveld, afgewerkt met rondboogfries. In het spaarveld staan rondboogvensters afgewerkt met kraal. In het benedenvlak van de apsis zijn rondbogige spaarvelden gemetseld, terwijl het bovenvlak dezelfde rondboogvensters heeft als de oostelijke traveeën.
De kerktoren stond oorspronkelijk los van de kerk. De basis van de toren is gebouwd in tufsteen. Hierop staan drie geledingen in baksteen. De eerste bakstenen geleding heeft dezelfde rondboogfries afsluiting als de oostelijke traveeën. De toren, 29 meter hoog, heeft tegenwoordig een tentdak. Eerder was de toren hoger en werd toen bekroond met een zadeldak.
Het kerkorgel is in 1821 vervaardigd door de orgelbouwer Nicolaus Anthony Lohman (1766-1835).